# Kyryło Studynski
Kyryło Studynski herbu Prus, ukr. Кирило Студинський (ur. 4 października 1868 w Kipiaczce, zm. 1941 w ZSRR) – ukraiński filolog-slawista, literaturoznawca, historyk literatury i działacz społeczny, profesor Uniwersytetu Lwowskiego (1900–1918; 1939–1941). Członek rzeczywisty Towarzystwa Naukowego im. Szewczenki (od 1919), w latach 1923–1932 prezes Towarzystwa, akademik Wszechukraińskiej Akademii Nauk (1924–1933).

## Życiorys
Urodził się w rodzinie duchownego greckokatolickiego. Jego dziadkiem był ks. greckokatolicki Stepan Kaczała.
W latach 1878–1887 uczęszczał do c.-k. gimnazjum w Tarnopolu i ukraińskiego gimnazjum akademickiego we Lwowie, później studiował we Lwowie (teologię) i Wiedniu (teologię i filologię słowiańską).
Angażował się w życie polityczne społeczności ukraińskiej w Galicji. Był jednym z przywódców ukraińskiej Partii Chrześcijańsko-Społecznej i redaktorem jej pisma „Rusłan”. Działał w Proswicie i Uczytelśkej Hromadzie, pozostawał członkiem Rady Szkolnej Krajowej Galicji i Lodomerii – uczył w krakowskich gimnazjach (m.in. języka ukraińskiego w III Gimnazjum im. króla Jana Sobieskiego).
Kontynuował działalność naukową – w 1896 roku uzyskał habilitację na Uniwersytecie Jagiellońskim, gdzie jako docent wykładał w latach 1897–1900 literaturę ukraińską. W 1900 roku otrzymał profesurę na Wydziale Filologicznym Uniwersytetu Lwowskiego, w latach 1908–1918 profesor języka starosłowiańskiego. W latach 1905–1914 członek Rady Szkolnej Krajowej. Działacz Proswity we Lwowie, obok Iwana Franki redaktor publikacji Towarzystwa.
W 1919 po walkach o Lwów aresztowany przez władze polskie i internowany do września 1919 w obozach w Baranowie i Dąbiu. W latach 1921–1922 przewodniczył Ukraińskiej Radzie Narodowej. W latach 1923–1932 prezes Towarzystwa Naukowego im. Szewczenki.
Już w latach dwudziestych zainicjował współpracę Ukraińców galicyjskich z rodakami znad Dniepru – popierał politykę ukrainizacji w USRR, zorganizował w 1929 roku wizytę komisarza ludowego oświaty USRR Mykoły Skrypnyka we Lwowie. W latach 1924–1933 był członkiem Wszechukraińskiej Akademii Nauk z siedzibą w Kijowie, z której wykluczono go pod zarzutem popierania ukraińskiego nacjonalizmu i współpracy z polską policją.
W oczach środowisk ukraińskich w RP uchodził z kolei za sowietofila, szczególnie po tym, jak potępił aresztowanego w 1929 Serhija Jefremowa, sądzonego w procesie pokazowym tzw. Związku Wyzwolenia Ukrainy (mistyfikacji OGPU) .
Po agresji ZSRR na Polskę i okupacji Lwowa przez Armię Czerwoną w październiku 1939 roku został deputowanym do Zgromadzenia Ludowego Zachodniej Ukrainy, otworzył jego obrady w listopadzie 1939 roku jako najstarszy wiekiem poseł. Od wiosny 1940 roku deputowany do Rady Najwyższej Ukraińskiej SRR. Profesor Uniwersytetu im. Iwana Franki, dziekan Wydziału Filologicznego.
W latach 1939–1941 ponownie członek Akademii Nauk USRR. Po ataku Niemiec na ZSRR ewakuowany przymusowo przez NKWD ze Lwowa, zmarł lub zginął w nieustalonych okolicznościach.